# هل این ا سل (۲۰۱۴)
هِل این اِ سِل (به انگلیسی: Hell in a Cell) یک رویداد غیر رایگان (Pay-Per-View) در کشتی حرفه‌ای می‌باشد که توسط کمپانی دبلیودبلیوئی تهیه می‌شود و این دوره اش هم در ۲۶ اکتبر ۲۰۱۴ در مجموعه ورزشی امریکن ایرلاینز سنتر شهر دالاس ایالت تگزاس برگزار شد. این ششمین هل این ا سل سالانه بود. همچنین این رویداد اولین رویداد غیررایگانی بود که از شبکه دبلیودبلیوئی بریتانیا به‌صورت زنده پخش شد. روال معمول هل این ا سل این است که حداقل یک مسابقه در داخل قفس انجام خواهد شد. در این دوره از هِل این اِ سِل، مسابقه‌ای بر سر کمربند دبلیودبلیوئی سنگین‌وزن جهان برگزار نشد؛ این به این خاطر بود که برنامه‌ای برای حضور براک لزنر در برنامه‌های دبلیودبلیوئی تا قبل از ۲۰۱۵ تعیین نشده بود.

## زمینه‌سازی

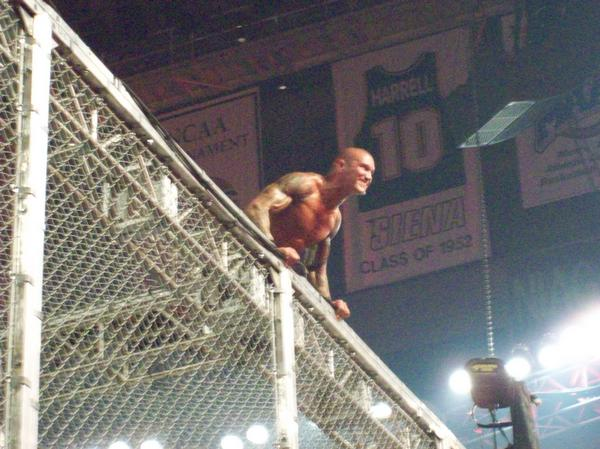
نمایی از هِل این اِ سِل

هِل این اِ سِل شامل مسابقاتی بین دشمنی‌های موجود، ماجراهای پیش آمده و استوری‌هایی خواهد بود که پیش از این در برنامه‌های راو یا اسمک داون پخش شده بود. کشتی‌گیرها با توجه به مسابقات یا سری اتفاقاتی که برایشان رخ می‌دهد و تنش را به حد اکثر می‌رساند، نقش منفی یا قهرمان به خود می‌گیرند. 
در رویداد شب قهرمانان، دین امبروز که یک ماه از میادین دور بود ناگهان بازگشت و به سِث رالینز حمله کرد. بعدتر در همان شب و در مسابقه اصلی، جان سینا در حال مبارزه با براک لزنر بر سر کمربند دبلیودبلیوئی سنگین‌وزن جهان بود که ناگهان رالینز به سینا حمله کرد و سینا با سلب صلاحیت(Disqualification) پیروز شد. سپس رالینز سعی کرد تا چمدانش را بر سر کمربند لزنر کَش یا نقد کند که سینا مانع این کار شد و رالینز از رینگ گریخت. سینا و امبروز هر دو میخواستند دستشان به رولینز برسد. در راو ۲۹ سپتامبر، امبروز و سینا مقابل رندی اورتن و کین قرار گرفتند تا اینکه ناگهان رالینز وارد شد؛ جان سینا، امبروز را رها کرد و به دنبال رالینز رفت و این باعث شد تا امبروز توسط کین و اورتن مورد ضرب و شتم قرار گیرد. در راو ۶ اکتبر قرار شد تا امبروز و سینا مقابل اورتن، کین و رالینز قرار گیرند ولی امبروز به تلافی هفته پیش، سینا را تنها گذاشت تا سینا در یک مسابقه باآوانس سه در برابر یک مقابل کین، اورتن و رالینز قرار گیرد؛ سینا با سلب صلاحیت پیروز شد؛ ناگهان امبروز هم به قصد حمله به رالینز وارد میدان شد. تریپل اچ که دید سینا و امبروز بر سر رالینز با هم مشکل دارند اعلام کرد در رویداد پیش رو، ابتدا سینا و امبروز با هم مسابقه می‌دهند و فرد پیروز در همان شب در قفس با رالینز پیکار می‌کند.  در اسمک‌داون ۱۰ اکتبر که پانزدهمین سالگرد تأسیس این برنامه هم در آن جشن گرفته شد، د میز هنگام اجرای بخش خودش یعنی Miz TV اعلام کرد که مسابقه سینا و امبروز از نوع نو هولدز بارد با آویزان کردن قرارداد(No Holds Barred Contract on a Pole Match) خواهد بود. در راو ۱۳ اکتبر، تریپل اچ تصمیم خود را عوض کرد و قرار شد در همان شب(در راو) امبروز و سینا مسابقه خود را برگزار کنند. رندی اورتن که خود را در سایه سِث رالینز می‌دید از تریپل اچ خواست که به او هم در رویداد پیشِ رو یک مسابقه هل این اِ سل بدهد؛ مسابقه‌ای با فرد بازنده مسابقه امبروز/سینا، که تریپل اچ پذیرفت. در مسابقه اصلی راو ۱۳ اکتبر، امبروز موفق به شکست سینا با برداشتن قرارداد شد تا با رالینز در این پی-پی-وی مسابقه دهد و سینا هم در آن روبروی اورتن قرار بگیرد(این‌دو یک بار دیگر در هِل این اِ سِل ۲۰۰۹ و درون قفس با هم مبارزه کرده بودند ولی آن مسابقه برای کمربند قهرمانی دبلیودبلیوئی بود). در راو ۲۰ اکتبر، تریپل اچ اعلام کرد که مسابقه اورتن و سینا، رقیب #۱ براک لزنر را برای کمربند قهرمانی دبلیودبلیوئی سنگین‌وزن جهان مشخص می‌سازد.
همچنین قرار شد در این رویداد، بری بِلا به مصاف خواهرش نیکی برود و بازنده مسابقه باید به مدت یک ماه دستیار شخصی برنده شود.اگر فرد بازنده موفق به انجام وظیفه خود به بهترین نحو نشود باید از کمپانی خارج شود.
روسف از زمان شروع به کار خود به عنوان یک ورزشکار در برنامه‌های اصلی دبلیودبلیوئی، همه حریفان خود را شکست داد. بعد از به زانو در آوردن آخرین حریفش یعنی مارک هنری، یار هنری یعنی بیگ شو وارد شد و پرچم روسیه را که درون رینگ برافراشته شده بود پایین کشید؛ این حرکت او باعث شد کمپانی او را به مدت یک هفته محروم و او را مجبور به عذرخواهی از ملت روسیه کند. بیگ شو این کار را کرد اما گفت خیلی خوشحال است که این دو(لانا و روسف) را عصبانی کرده‌است. سرانجام در WWE.Com اعلام شد که روسف و شو در این رویداد با هم پیکار می‌کنند.
همچنین در WWE.Com اعلام شد که در این رویداد، شیمس باید از کمربند ایالات متحده خودش مقابل د میز دفاع کند؛ همسر سی‌ام پانک یعنی ای‌جی لی هم باید از کمربند دیواز خود در برابر پِیج دفاع کند. برادران اوسوس(جیمی و جِی) هم برای کمربندهای تگ تیم با قهرمانان تگ تیم گُلداست و اِستارداست رقابت کردند.
در پیش‌نمایش هم برنامه ویژه میزداو تی‌وی با حضور د میز اجرا شد.

## نتایج
| #                                                                                                 | نتایج                                                                | نوع مسابقه | مدت زمان |
| ------------------------------------------------------------------------------------------------- | -------------------------------------------------------------------- | --- | -------- |
| ۱پ                                                                                                | مارک هنری پیروز مقابل بو دالاس                                       | مسابقه تک نفره | 0:36     |
| ۲                                                                                                 | دالف زیگلر (c) پیروز مقابل سِزارو بانتیجه 2-0                         | 2-out-of-3 falls مسابقه برای قهرمانی کمربند بین‌قاه‌ای                                                                                 | 12:15    |
| ۳                                                                                                 | نیکی بِلا پیروز مقابل بری بِلا                                         | مسابقه تک نفره; بازنده باید به مدت یک ماه دستیار شخصی برنده شود. اگر بازنده وظیفه خود را به خوبی انجام ندهد باید از کمپانی خارج شود. | 6:21     |
| ۴                                                                                                 | گُلداست و اِستارداست (c) مقابل د اوسوس(جیمی و جِی)                      | مسابقه تگ تیم برای قهرمانی کمربندهای تگ تیم                                                                                          | 10:21    |
| ۵                                                                                                 | جان سینا پیروز مقابل رندی اورتن                                      | مسابقه هِل این اِ سِل برای تعیین رقیب شماره ۱ کمربند قهرمانی دبلیودبلیوئی سنگین‌وزن جهان                                                 | 25:57    |
| ۶                                                                                                 | شیمس (c) پیروز مقابل د میز (با همراهی دِیمیِن میزداو)                  | مسابقه تک نفره برای قهرمانی کمربند ایالات متحده                                                                                      | 8:18     |
| ۷                                                                                                 | روسِف (با همراهی لانا) پیروز مقابل بیگ شو با تسلیم                    | مسابقه تک نفره | 7:54     |
| ۸                                                                                                 | ای‌جی لی (c) پیروز مقابل پِیج (با همراهی آلیشا فاکس) با تسلیم          | مسابقه تک نفره برای قهرمانی کمربند دیواز                                                                                             | 6:49     |
| ۹                                                                                                 | سِث رالینز (با همراهی جیمی نوبل و جویی مرکوری) پیروز مقابل دین امبروز | مسابقه هِل این اِ سِل | 13:54    |
| - (c) – نشان‌دهنده قهرمان(هایی) است که به میدان می‌روند - پ – نشان‌دهنده این است که مسابقه در پری–شو |                                                                      | |          |

## پسایند
شب بعد در راو، مارک هنری و بیگ شو برای قهرمانی کمربندهای تگ تیم مقابل گُلداست و اِستارداست قرار گرفتند که بعد از مشاجره‌ای بین هنری و شو، هنری سه بار به شو حرکت تمام‌کننده خود یعنی The World's Strongest Slam را زد و به چهره منفی(Heel) تبدیل شد.
رندی اورتن که در راو پیش از هِل این اِ سِل از هم‌تیمی‌اش در آن مسابقه یعنی سِث رالینز Curb Stomp خورده بود، به منظور تلافی، در راو پس از پی-پی-وی ناگهان به رالینز یک آرکِی‌او زد و به چهره مثبت(Face) تغییر شخصیت داد و بدین ترتیب از عضویت در گروه منفی روءسا(The Authority) خارج شد.
همچنین روءسا(و به‌طور مشخص تریپل اچ) که از پیروزی جان سینا در هِل این اِ سِل و بدست آوردن فرصت مجدد برای مبارزه با براک لزنر برای قهرمانی کمربند دبلیودبلیوئی سنگین‌وزن جهان ناراحت بودند او را به یک مسابقه سنتی تگ تیم نابودی در سروایور سیریز به مبارزه طلبیدند؛ به صورتی که سینا رهبری تیم خودش را(که خودش هم عضو آن باشد) در مقابل تیم روءسا بر عهده بگیرد. بعدتر در همان شب سینا در مقابل رالینز قرار گرفت و بعد از دخالت کین با سلب صلاحیت پیروز شد و ناگهان سیلی از کشتی‌گیران که در رختکن بودند به رینگ هجوم آوردند و با یکدیگر به زد و خورد پرداختند.